# 馬學聖
馬學聖（1923年—2013年2月8日），聖名若瑟，原天主教周村教區主教，獲政府及教廷承認。

## 生平
生於山東省鄒平縣，十六歲進小修院，1948年起輾轉在漢口、澳門及北京的大修院攻讀神哲學，1957年晉鐸。當時，所有天主教神職人員都要參加社會的勞動工作，剛成為神父的馬主教在教區廚房為神父們做飯，到文化大革命開始，他被下放回家務農，直至1980年才返回教區。
1988年獲祝聖為周村教區助理主教，到宗懷德主教1997年去世後，出任正權主教。2009年助理主教選舉完成後，因腦血管栓塞住院，未能親自祝聖當選的楊永強主教，之後一直臥病在床，至2013年逝世。